# 陆裕朴
陆裕朴（1917年—1993年），男，江苏宿迁人，中国骨外科专家，曾任中国人民解放军第四军医大学教授、博士生导师。